# Tristkogel (Kitzbüheler Alpen)
Der Tristkogel ist ein 2095 m ü. A. hoher Berg in den Kitzbüheler Alpen in Tirol, nahe der Grenze zum Land Salzburg. Er befindet sich nordöstlich des Torsees, aus dem die Saalach entspringt.
Zusammen mit dem westlich gelegenen Gamshag (2178 m ü. A.) bildet der Tristkogel eine markante Scharte, das noch vom 10 Kilometer entfernten Kitzbühel zu sehende Tor (1933 m ü. A.).
An seiner Nordflanke befindet sich ein Klettersteig. Der Aufstieg erfolgt von der Bochumer Hütte über Oberkaseralm und Tor in ca. 2 Stunden. Von Lengau im hintersten Glemmtal sind für Auf- und Abstieg insgesamt 6 Stunden zu veranschlagen. Im Winter kann der Berg als Skitour bestiegen werden.

## Weblink
- 360°-Panorama vom Tristkogel auf alpen-panoramen.de